# Pierre Berthier
Pierre Berthier (Nemours, 1782. július 3. – Párizs, 1861. augusztus 24.) francia bányamérnök, mineralógus és geológus.
1821-ben a Les Baux-de-Provence faluból származó, vasércnek hitt kőzet tulajdonságainak meghatározásával felfedezte a bauxit ércet. A Corps des Mines  kutatójaként sikeres tudományos pályát futott be, amelyet 1825-ben a Francia Természettudományi Akadémiába (Académie des Sciences) való felvétele, majd 1836-ban az Inspection Générale des Mines tagjává való kinevezése koronázott meg. A száraz ásványszintézissel kapcsolatos fontos munkája lehetővé tette Jacques-Joseph Ebelmen számára, hogy elvégezze egyes drágakövek jellegzetes kristályainak első mesterséges előállítását (a korund, a krizoberill és a peridot). Neve szerepel az Eiffel-toronyra felírt 72 tudósé között.

## Életrajza
Apja Pierre Jean-Baptiste Berthier (1758–1843) fiatalon, ügyvédként kezdte a nemours-i bailliage-ban (kerületi bíróság) a pályafutását, 1793-ban a város polgármestere, majd sok éven át a kanton békebírája volt, és 1844-ben fejezte be ötven évig tartó, nyilvános tisztségekben betöltött pályafutását, amelynek jutalmául 1832. augusztus 9-én megkapta a francia Becsületrend lovagi keresztjét. Édesanyja Antoinette-Sophie Berthier volt. A házaspárnak Pierren, a legidősebb fiukon kívül még egy fia és két leánya született.
A nemours-i gimnázium után 1797-ben a fontainebleau-i École Centrale de Fontainebleau-ba járt, majd a következő évtől (X. osztály, 1798) az École polytechnique-be, ahol többek között Gaspard Monge, Claude Louis Berthollet és Antoine-François de Fourcroy voltak a tanárai. 1801-ben felvételt nyert az École des Mines-be. Egy évvel később az iskolát a Mont-Blanc megyében található Moûtiers-be helyezték át. Beutazta az Alpokat, és néhány közleményt tett közzé az Isère-i kohókról és acélművekről. 1805 decemberében végzett mérnökként, s még hat hónapig az iskolája alkalmazásában maradt.
1806-ban az École des Mines laboratóriumában helyezkedett el, ahol Hippolyte-Victor Collet-Descotils-nak segített a „docimasiai” kutatásban, vagyis az ércekben lévő hasznos fémek minőségének és mennyiségének tanulmányozásában. A Journal des mines című folyóiratban több írást publikált e témában.
1808-tól 1816-ig Berthier a megyék székhelyein dolgozott, kezdetben Haute-Loire, Cantal és Lot, majd 1811. évi első osztályú mérnökké kinevezése után Nièvre, Cher és Allier megyékben, amelyekhez a Corps des mines főmérnökévé kinevezése után Saône-et-Loire is csatlakozott.
Descotils 1816-ban bekövetkezett halálával a „docimasia” professzorává nevezték ki és a párizsi École des Mines laboratóriumának vezetője lett. 1845-ig megtartotta laboratóriumvezetői beosztását, miközben 1840-től már Jacques-Joseph Ebelmen helyettesítette a professzori tisztségben.
Kutatásai és a tanítás mellett 1836-tól a „Nyugati divízió” élére került, s kinevezték bányászati főfelügyelőnek. 1848-ban professzorként is és II. osztályú bányászati főfelügyelőként is nyugdíjba vonult, de laboratóriumát továbbra is vezette.
Egy 1858-ban bekövetkezett baleset következtében lebénult, ezért fel kellett hagynia laboratóriumi munkáival is. 1861. augusztus 24-én halt meg otthonában, a rue Crébillon 2. szám alatt, Párizs 6. kerületében.

## Tiszteleti és tudományos tagságai
François Arago támogatásával 1825-ben a Francia Természettudományi Akadémia (Académie des Sciences) ásványtani szekciójának tagjává választották, 1829-ben pedig a Porosz Tudományos Akadémia levelező tagjává.
1828. október 28-án a francia Becsületrend lovagi címét nyerte el, 1839. január 10-én pedig a tiszti címét.
1859-ben a foszfátásványokkal kapcsolatos munkásságáért és a növényi hamvak – negyven évvel korábban – végzett elemzéseiért a Société Impériale et Centrale d’Agriculture (Francia császári és központi Mezőgazdasági Társaság) elismerésben és kitüntetésben részesítette.

## Jelentősége
Munkássága több területre terjed ki, elsősorban a geológiára, az ásványtanra és a kémiára.
Leginkább a Les Baux-de-Provence-i érc és a benne lévő timföld 1821. évi felfedezéséről emlékeznek rá. Ő adta a kőzetnek  a „terre d’alumine des Baux” nevet, Armand Dufrénoy 1844-ben átnevezte „beauxitra”, majd 1861-ben, ipari hasznosításának felfutásakor Henri Étienne Sainte-Claire Deville bauxitra.
A nagyolvasztók eredményesebb működésével is foglalkozott. A „forrószél” problémájával függött össze a nagyolvasztókban keletkező forró torokgázok hasznosítása, melyek addig haszontalanul távoztak a levegőbe. Berthier 1814-ben tette közzé munkáját, amelyben kimutatta a nagyolvasztók és olvasztókemencék eltávozó gázainak hőfejlesztő képességét, e hő felhasználásának különféle módszereit, lehetőségeit (például a kemencékbe és kohókba juttatott levegő előmelegítésére stb.).
1821-ben Berthier volt az első, aki felfedezte, hogy a króm hozzáadásával rozsdamentes acél keletkezik, bár ezt akkoriban még nem lehetett technológiailag kivitelezni, mert az ötvözet túlságosan törékeny volt.
Berthier állította elő 1823-ban szintetikus úton az első mesterséges kőzetet, az augitot, később azután az 1850-es években különösen Jacques-Joseph Ebelmen foglalkozott behatóan ásvány-szintézissel.
1834-ben adta ki híres Traité des essais par la voie sèche, ou, des propriétés, de la composition et de l’essai des substances métalliques et des combustibles című művét, amelyet az analitikai módszerek didaktikus és gyakorlatias kezelésének köszönhetően széles körben használtak az ásványtani szakemberek és a bányamérnökök. Ezen az értekezésen kívül, amely tanításának megkoronázása volt, Berthier megszakítás nélküli munkássága módszeresen végrehajtott elemzések sorozatából áll, amelyek eredményeit az Annales des Mines című folyóiratban tette közzé. 
Kémiai és fizikai szempontból egyaránt tanulmányozta a „hasznos ásványokat”, a fémoxidokat és szulfidokat (mint például a vas, a réz, a cink stb.) Ez az alapkutatás sok esetben a kitermelési és finomítási eljárások fejlesztéséhez vezetett.
Kutatásaiban fontos helyet foglaltak el a vasércek: Franciaországban nagyon alaposan tanulmányozta ezen ércek összetételét, hogy javítsa feldolgozásukat és kohászatukat; ez lehetővé tette számára, hogy meghatározza a korábban „spatikus vas” néven ismert „szénsavas vas” természetét, és 1820-ban felfedezett egy új ásványt, a „chamoisitot” (későbbi nevén chamosit, samozit). Berthier más, nem vasérceket és ásványokat is elemzett, és kimutatta például a kristályvíz jelenlétét, amelyet korábban a „szilikátos cinkben” (hemimorfit) tagadtak.
Berthier kísérletei révén nagy előrelépést ért el az ásványtan és a geológia területén, akár új fajták kimutatásával, akár bizonyos kombinációk és bomlások okainak bemutatásával. Az ásványvizek elemzéseit is hasonló eredményességgel folytatta.
A növények hamvairól és a talajokról szóló munkái az „okszerű” mezőgazdaság alapvető problémáira világítottak rá; ezekért megkapta a Société Impériale et Centrale d’Agriculture (Francia császári és központi Mezőgazdasági Társaság) Olivier de Serres képmását ábrázoló nagy aranyérmét is. Az ásványi foszfátok elemzéseiben már 1818-ban előfutár volt a talajok különböző foszfátszintjének kimutatását illetően. A foszfátásványokkal kapcsolatos kutatásait a mezőgazdaság racionalizálására használta fel, és új foszfátforrásokat is felfedezett.
Az ásványtanban a következő fajokat vagy fajtákat írta le elsőként:
- samozit (chamosite)(wd);[18][19]
- franklinit, 1819;[20][21]
- tarka réz, avagy bornit(wd), 1820;[22][23]
- halloysit 1826;[24][25]
- nontronit(wd), 1827;[26][27]
- quincit, quinzite (a rózsaszín opál fajtája).[28]

Úgy tartja az utókor, hogy ásványtani elemzések között nem volt olyan művelet, amelynek magyarázatához vagy tökéletesítéséhez ne járult volna hozzá.

## Művei
Több mint 150 publikáció fémjelzi pályafutását, főként a Journal des Mines és az Annales des Mines, valamint az Annales de physique et chimie folyóiratokban.
1821:
- Nouveau moyen d’analyser les pierres alcalines. (franciául)  Annales de chimie et de physique,  XVII. évf.   (1821)   28–36. o. Hozzáférés: 2022. július 26.

1823:
- Analyses de différentes pierres à chaux. (franciául)  Annales de chimie et de physique,  XXII. évf.   (1823)   62–91. o. Hozzáférés: 2022. július 26.

1833/1834:
- Traité des essais par la voie sèche, ou, des propriétés, de la composition et de l’essai des substances métalliques et des combustibles (Tanulmány a száraz módszerrel történő vizsgálatról, vagy fémes anyagok és tüzelőanyagok tulajdonságairól, összetételéről és vizsgálatáról) (11 kötetben nyolcadrét méretben, Párizs, 1833; 4 kötetben negyedrét méretben, Párizs, 1834)
- Traité des essais par la voie sèche ou des propriétés de la composition et de l’essai des substances métalliques et des combustibles : à l’usage des ingénieurs des mines, des exploitans et des directeurs d’usines (Értekezés a száraz eljárással történő vizsgálatról vagy az összetétel tulajdonságairól, valamint a fémes anyagok és tüzelőanyagok vizsgálatáról: bányamérnökök, kezelők és üzemvezetők számára.). I. kötet (franciául) Párizs: Thomin. 1834.   654., XIII tábla. o. Hozzáférés: 2022. július 26.
- Traité des essais par la voie sèche ou des propriétés de la composition et de l’essai des substances métalliques et des combustibles : à l’usage des ingénieurs des mines, des exploitans et des directeurs d’usines. II. kötet (franciául) Párizs: Thomin. 1834.   1008. o. Hozzáférés: 2022. július 26.
- Berthier, Pierre – Hartmann, Carl Friedrich Alexander (ford.): Handbuch der Probirkunst auf trocknem Wege. (németül) Nürnberg: Schrag. 1834.   XII., 865., 30. o. Hozzáférés: 2022. július 26.

1836:
- Kersten, Karl (ford.): Handbuch der metallurgisch-analytischen Chemie : oder über die Eigenschaften, Zusammensetzung und Probirmethoden der metallischen Substanzen und Brennmaterialien. I-II. Theil (németül) Leipzig: Foss. 1836.   XV; 908 oldal. o. Hozzáférés: 2022. július 26.

1847/1848:
- Traité des essais par la voie sèche ou des propriétés de la composition et de l’essai des substances métalliques et des combustibles : à l’usage des ingénieurs des mines, des exploitans et des directeurs d’usines. I. kötet (franciául) Liège: F. Oudart. 1847.   581., XIII tábla. o. Hozzáférés: 2022. július 26.
- Traité des essais par la voie sèche ou des propriétés de la composition et de l’essai des substances métalliques et des combustibles : à l’usage des ingénieurs des mines, des exploitans et des directeurs d’usines. II. kötet (franciául) Liège: F. Oudart. 1847.   851; 49. o. Hozzáférés: 2022. július 26.
- Traité des essais par la voie sèche ou des propriétés de la composition et de l’essai des substances métalliques et des combustibles : à l’usage des ingénieurs des mines, des exploitans et des directeurs d’usines. I. kötet (franciául) Párizs: Auguste Durant. 1848.   581., XIII tábla. o. Hozzáférés: 2022. július 26.
- Traité des essais par la voie sèche ou des propriétés de la composition et de l’essai des substances métalliques et des combustibles : à l’usage des ingénieurs des mines, des exploitans et des directeurs d’usines. II. kötet (franciául) Párizs: Auguste Durant. 1848.   651 oldal + Appendix 50 oldal. o. Hozzáférés: 2022. július 26.

## Emlékezete
Egyike annak a 72 tudósnak, akinek a neve fel van írva az Eiffel-toronyra.
1827-ben Wilhelm Karl Ritter von Haidinger egy ásványfajt, amelyet Berthier fedezett fel, és Haidingerről nevezett el, a felfedező tiszteletére berthierit-nek javasolta átkeresztelni. 1832-ben pedig François Sulpice Beudant a berthiérin-t szentelte neki.
Az ICSOBA (International Committee for Studies of Bauxites, Alumina and Aluminium, Nemzetközi Bizottság a Bauxit, a Timföld és az Alumínium Tanulmányozására) szervezet 1973. május 15-én emlékérmet alapított tagjainak jutalmazására. Az ebbe vésett négy arc között szerepel Pierre Berthier profilja is.

## Fordítás
Ez a szócikk részben vagy egészben  a   Pierre Berthier című francia Wikipédia-szócikk ezen változatának fordításán alapul.  Az eredeti cikk szerkesztőit annak laptörténete sorolja fel. Ez a jelzés csupán a megfogalmazás eredetét és a szerzői jogokat jelzi, nem szolgál a cikkben szereplő információk forrásmegjelöléseként.